# Zuid Bijlmer
De Zuid Bijlmer was de oorspronkelijk vastgestelde naam van de huidige woonwijk Gaasperdam in Amsterdam-Zuidoost. In 1966 werd een groot deel van de tot dan toe nog landelijke gemeente Weesperkarspel geannexeerd door Amsterdam, eerst voor voorlopig twaalf jaar, in 1978 definitief. De Zuid Bijlmer bestond uit de Oost Bijlmerpolder en de polder Gein en Gaasp.

## Oorspronkelijke plannen
Het structuurplan Zuid Oost was in 1965 opgesteld na acht jaar studie en aan de hand van de ervaringen opgedaan in de Westelijke Tuinsteden. Het gebied zou woonruimte moeten bieden aan 110.000 inwoners met 40.000 woningen. Ook zouden er naar schatting 80.000 arbeidsplaatsen komen. Als eerste werd vanaf 1968 de Bijlmermeer opgeleverd.
Voor het gedeelte ten zuiden van de nog te realiseren Gaasperdammerweg dacht men aanvankelijk aan een voortzetting van de bebouwing zoals in de Bijlmermeer, dus hoogbouw rondom de centra, middelhoogbouw daar buiten en laagbouw aan de randen. Ook het wegenstelsel zou half-hoog worden doorgezet.
Tijdens de uitwerking van de plannen voor de Zuid Bijlmer had men inmiddels ervaringen opgedaan met de hoogbouw in de Bijlmermeer. Deze ervaringen waren niet gunstig en daarom besloot men terug te vallen in meer conventionele oplossingen zoals in het alternatieve ontwerp in het plan Ouwerkerk was vastgesteld.

## Realisatie
Er komt meer ruimte voor de auto ten koste van het voetgangersgebied. Wel wordt het half-hoge wegenstelsel grotendeels voortgezet en vandaag de dag gehandhaafd is, in tegenstelling tot in de Bijlmermeer. Men verlaat de hoogbouw en valt terug op middelhoog bouw van 4 of 5 etages. Boven winkels komen weer woningen, met nu straten die alleen voor voetgangers en fietser toegankelijk zijn. Aan de randen komt laagbouw, veel meer dan in de oorspronkelijke plannen. De overgang met het weide landschap richting de grens met de provincie Utrecht wordt zo meer geleidelijk.
In 1976 worden de eerste woningen opgeleverd in Holendrecht. Deze wijk komt gelijktijdig tot stand met de nieuwe wijk Banne II in Amsterdam-Noord en beide wijken lijken dan ook sterk op elkaar. Daarna volgen de wijken Reigersbos en Gein, de laatste wijken onderverdeeld in vier delen met de namen: Reigersbos 1, 2, 3 en 4 en Gein 1, 2, 3, en 4. Gein 3 wordt een bijzondere wijk met alleen maar laagbouw, op initiatief van de wethouder Jan Schaefer, en wordt Geindriedorp genoemd.
Daarnaast is vanaf 1977 de wijk Nellestein gebouwd, nabij de Gaasperplas. In tegenstelling tot de rest van Gaasperdam komt hier wel hoogbouw voor met parkeergarages, maar niet in honingraatvorm maar in de vorm van appartementen.
De wijk wordt in plaats van Zuid Bijlmer nu Gaasperdam genoemd om zo een duidelijk onderscheid met de Bijlmermeer te benadrukken.

## Niet gerealiseerde infrastructuur
In de oorspronkelijke plannen was voorzien in een Kanaal om de Zuid. Het kanaal maakte deel uit van een stelsel van vaarroutes om de stad dat uiteindelijk niet gerealiseerd werd. Het tracé van het kanaal was gepland vanaf de Amstel ter hoogte van het Omval en liep dan evenwijdig tussen de spoorlijn en A2 tot het knooppunt Holendrecht en boog vandaar naar het oosten dwars door het Geingebied naar het Amsterdam-Rijnkanaal. Evenwijdig hieraan was een snelweg gepland die een verbinding zou vormen tussen de A2 en de A1. Ook deze verbinding is nooit gerealiseerd, vooral vanwege het verzet tegen de aantasting van het natuurgebied.